# Католицизм в Непале

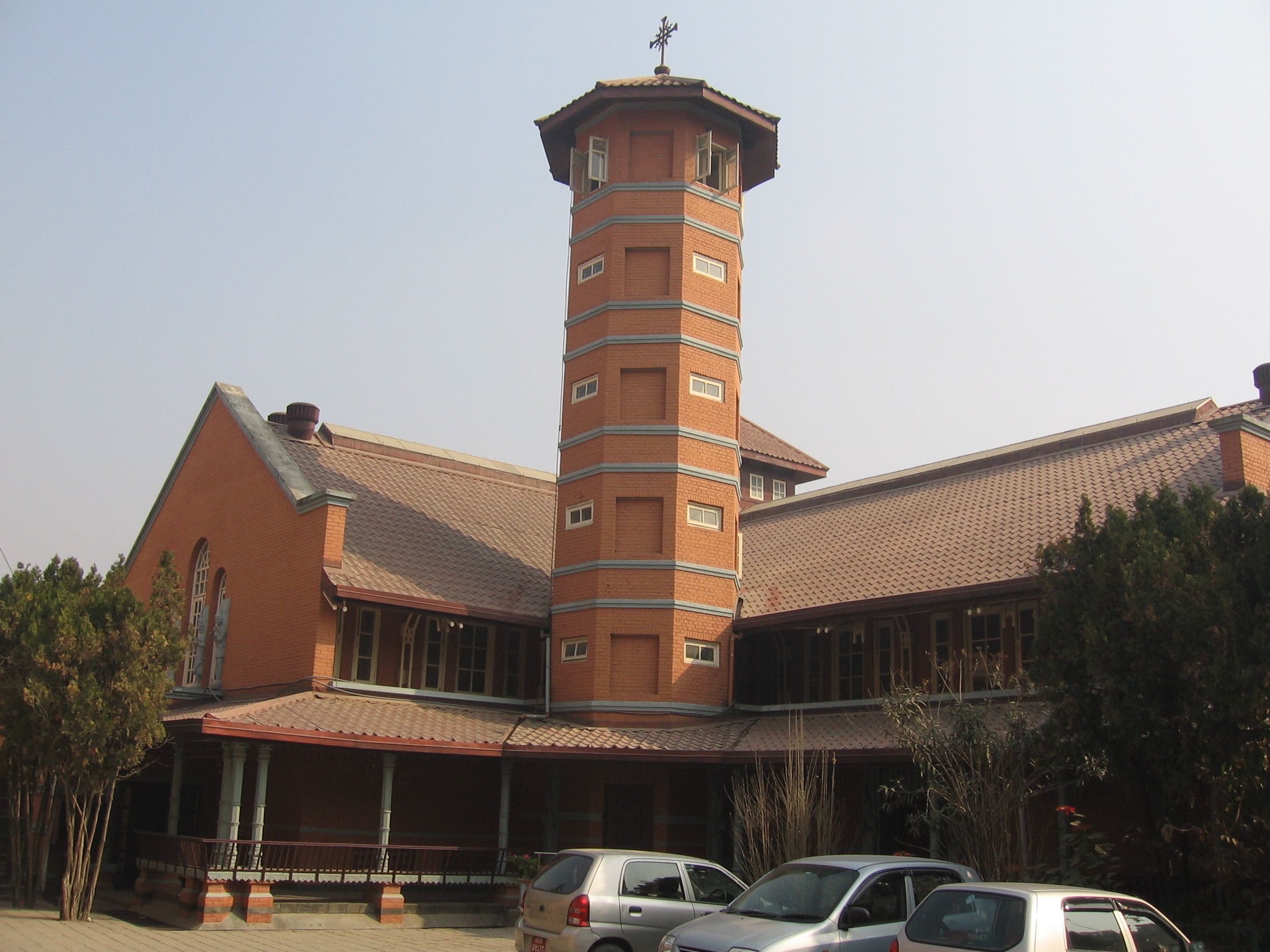
Собор Вознесения Пресвятой Девы Марии, Катманду

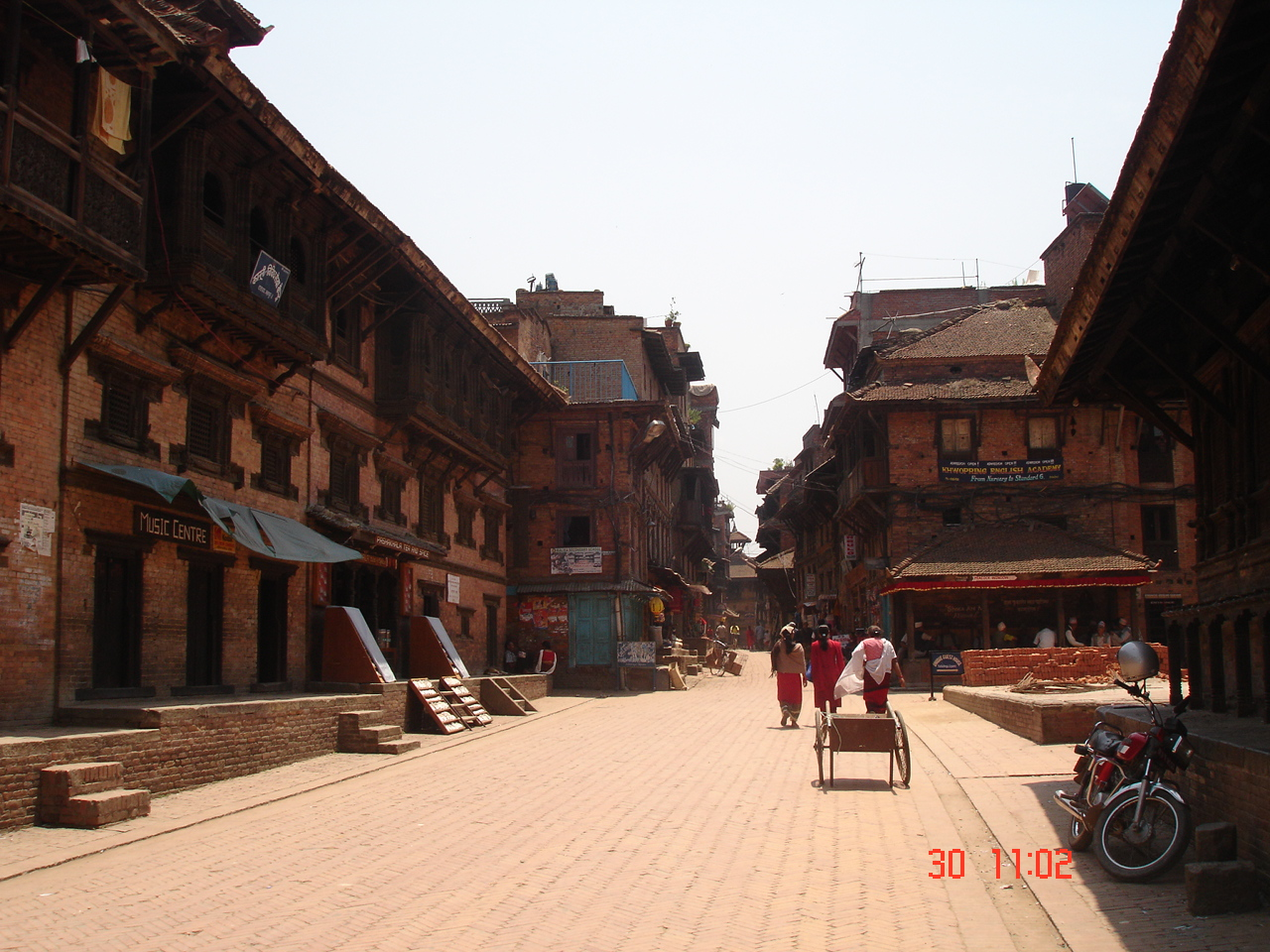
Церковь Благовещения (слева), Бхактапур

Католицизм в Непале или Римско-Католическая Церковь в Непале является частью всемирной Католической церкви. Численность католиков в стране составляет около 7 тысяч человек (0,03 % от общей численности населения).

## История
Впервые католические миссионеры появились на территории современного Непала в январе 1662 года. Через Непал проезжали иезуиты Альберт д’Орвиль и Йоганн Грубер, следовавшие в сторону Тибета. Постоянная миссионерская деятельность началась с XVIII века. В 1715 году в Катманду по приглашению короля Маллы была основана первая миссия итальянских капуцинов. После захвата непальских государств индуистским княжеством Горкха капуцины переехали в Индию. В 1760 году в Катманду была построена церковь Вознесения Пресвятой Девы Марии. В конце XVIII века в Бхактапуре была построена церковь Благовещения.
После объединения Непала под единым княжеством Горкха в 1769 году из-за притеснений обращённые католики перебрались на север Индии, где они поселились в северной части современного штата Бихар. Последний священник, оставшийся в Катманду, скончался в 1810 году, после чего католиков не было в стране до 1951 года. С 1784 года до 1808 год территория современного Непала входила в состав апостольского викариата Тибета. В 1951 году Непал стал парламентской монархией и была провозглашена свобода совести. С этого времени в стране иезуиты стали заниматься в Непале образовательной и социальной деятельностью. В 1951 году иезуиты основали школу святого Франциска Ксаерия. Проповедовать христианство согласно местным законам запрещено.
7 октября 1983 года Святой Престол учредил в Непале первую церковную структуру миссию sui iuris, которая после издания буллу Римского папы Иоанна Павла II «Cuncta disponere» от 8 ноября 1996 года была преобразована в апостольскую префектуру Непала. 10 сентября 1983 года Святой Престол издал бреве «Qui Dei consilio» , которой учредил апостольскую нунциатуру в Непале. До этого времени Непал входил в апостольскую администратуру Индии с центром в Нью-Дели.
В июне 2006 году впервые в истории Непала был основан мужской монастырь с молодёжным учебным центром. 10 февраля 2007 года Римский папа Бенедикт XVI издал буллу «Ad aptius consulendum», которой преобразовал апостольскую префектуру Непала в апостольский викариат. В епископа был рукоположен священник-иезуит Энтони Фрэнсис Шарма, ставший первым католическим епископом в Непале. В 1996 году в Катманду была построена церковь Вознесения Пресвятой Девы Марии, которая в 2007 года стала кафедральным собором.
С 2000 года католические образовательные учреждения часто разрушались от нападок маоистов. В 2002 года были сожжены две католические школы. В 2003 году боевики уничтожили католическую больницу, часовню и детский сад. После окончания гражданской войны в стране в 2006 году непальские католики были мишенью уже индуистских фундаменталистских группировок, таких как Армия защиты Непала. В июле 2007 года они убили отца Джона Пракаша, ректора салезианской школы, а в мае 2009 года подорвали бомбу во время богослужения в столичной церкви, убив троих людей.
В мае 2006 года Непал стал светским государством. Согласно временной конституции от 2007 года Непал считается индуистским государством. В стране гарантируется некая свобода деятельности других религий, но обращение индуиста в другую религию карается тюремным заключением.

## Структура
На 2014 год в стране действует апостольский викариат Непала и 7 приходов. В стране служат 1 епископ, 55 священников (из них 11 — епархиальных и 44 — монашествующих), 4 монахов и 125 монахинь.